# East Avon (New York)
East Avon est une census-designated place du comté de Livingston, dans l'État de New York, aux États-Unis,. En 2020, elle compte une population de 618 habitants.